# 横浜DNAベイスターズ
もしかして
- 横浜DeNAベイスターズ

ではありませんか？